# 中国青年报
《中国青年报》是中国大陆具有影响力的报刊之一，是中国共产主义青年团中央委员会的机关报，属综合性报纸，发行对象为青年人，主要目標讀者为高中和大中专院校学生等青年知识分子，报纸口号为“推动青年进步，服务青年成长”。该报首任负责人为杨述（时任团中央宣传部长），兼任该报临时编委会主任；2009年开始，党组书记兼总编辑陈小川（报社第一号人物）、社长徐文新；现任，2014年起，张坤任党组书记、社长、总编辑。

## 历史
《中国青年报》正式筹组为1950年12月，1951年4月27日正式创刊，为周二刊；1956年到1966年期间为周六刊；1966年一度改为周三刊，同年8月改为日报。
1970年至1978年处于停刊状态。1978年9月19日复刊后出版了四期试刊。同年10月7日正式复刊，复刊后至1981年为周三刊；1981年至1984年为周四刊；1985年至1988年为周六刊。
1989年改为日报。2016年11月15日，该报在头版刊出题为《初心不改 触手可及》的文章，表示自2017年起《中国青年报》改为周五刊，每周一至周五出版，周六、周日、节假日不再出版。然而如周六、周日、节假日为特殊日子会临时出版（如2018年3月18日因前一日习近平全票当选中华人民共和国主席而临时出版一期）。
2017年，中国青年报融媒云厨机制下的新闻短视频生产平台和统一品牌「青蜂侠」成立。

## 分支机构
分支机构为记者站和办事处共计52个：

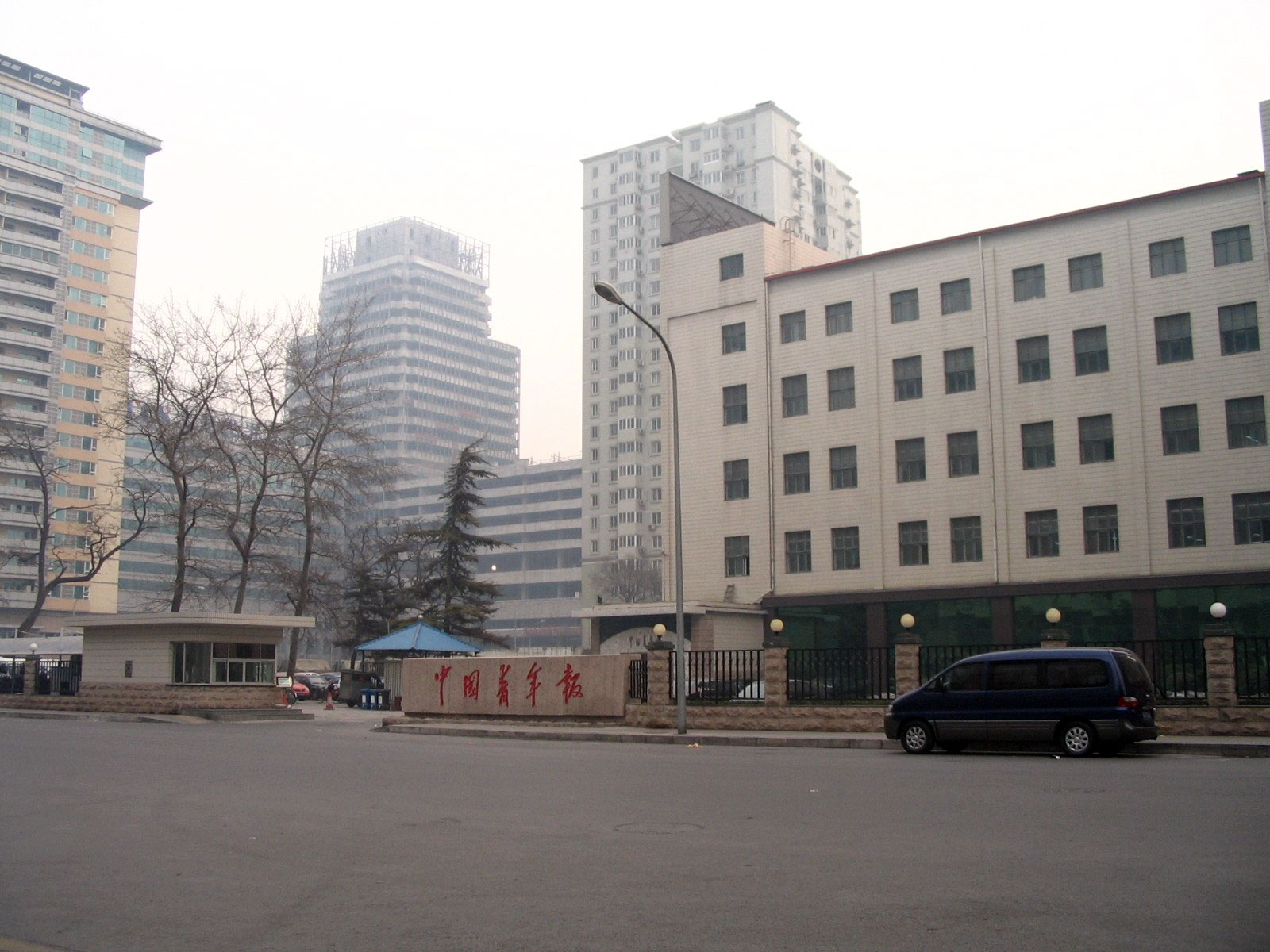
《中国青年报》总部，位于北京市东城区东直门海运仓2号。

- 在中国大陆各省市区以及深圳、香港、铁路、国家机关和武警分设36个记者站；
- 国外：在法国巴黎、美国华盛顿、日本东京以及俄罗斯莫斯科和外高加索（巴库）设有5个记者站；
- 设有北方、华北、西北、安徽、湖南、新疆、黑龙江、辽宁、云南、广东和深圳11个办事处。

## 子刊
《中国青年报》有《青年参考》、《青年时讯·城市读本》、《青年体育》和《数字青年》四个子刊物。
- 《青年参考》（CN：11-0064）：1984年7月6日创刊，为周刊报纸；内容偏重报道国际重大新闻事件、社会经济新闻，介绍新颖学术观点、人类最新科研成果；
- 《青年时讯·城市读本》：城市青年娱乐休闲周刊报纸；
- 《青年体育报》：2000年3月正式创刊（已停刊[3]）
- 《数字青年》：主要内容为计算机、网络通信、信息家电；面向北京地区发行，发行量在十万份左右，大部分随《中国青年报》一起发到政府机关、事业单位、教育部门、军队。在北京地区发行的任何一份《中国青年报》都附有《数字青年》。

## 事件

### 冰点停刊事件
事件发生后，时任总编辑被调离。

### 哈佛博士事件
2002年5月，从美国哈佛大学肯尼迪管理学院博士毕业并归国的陳琳以百万年薪获聘山东外事翻译学院常务院长，受到媒体关注。《中國青年報》在同年6月、7月先后發表文章，指控陳琳的學位和履歷不实，引发社会关注，陳琳之后也因“学历不真实性”被该学院解聘。后续其他媒体介入证实其哈佛博士身份，但陈琳未再发声。2004年1月，时任中山大学岭南学院教授的陳琳向媒体宣布将起訴相關媒體記者。